# Platteikogel
De Platteikogel is een 3426 meter (volgens andere bronnen 3427 meter) hoge bergtop in de Ötztaler Alpen in het Oostenrijkse Tirol.
De berg ligt in de Weißkam, net ten zuidoosten van de Kleine Vernagtferner. Op de oostelijke flank van de berg ligt ook een kleine gletsjer, de Platteiferner.
De bergtop werd in 1846 voor het eerst beklommen door ene Klinger.